# Thônes
Thônes is een gemeente in het Franse departement Haute-Savoie (regio Auvergne-Rhône-Alpes) en telt 5795 inwoners (2005). De plaats maakt deel uit van het arrondissement Annecy.

## Geografie
Thônes ligt in een laagte tussen de Aravisketen in het oosten en het Bornesmassief in het westen. Thônes wordt ook wel de hoofdplaats van de Aravis genoemd en is een van de productiecentra van de bekende reblochonkaas. Thônes wordt doorkruist door de D909 die Annecy met de Col des Aravis (1487 m) verbindt. Vanuit Thônes vertrekt ook de D12 zuidwaarts. Via de Col du Marais (843 m) wordt Faverges en Albertville bereikt.
De Nom ontspringt nabij de Col des Aravis en stroomt bij Thônes in de Fier, een zijrivier van de Rhône.
De oppervlakte van Thônes bedraagt 52,5 km², de bevolkingsdichtheid is 110,4 inwoners per km².
De onderstaande kaart toont de ligging van Thônes met de belangrijkste infrastructuur en aangrenzende gemeenten.

## Demografie
Onderstaande figuur toont het verloop van het inwonertal (bron: INSEE-tellingen).